# Luc C. Courchesne
Luc C. Courchesne, né en 1972 à Montréal, est un poète et enseignant québécois.

## Biographie
Luc C. Courchesne détient une maîtrise en littérature comparée. Il enseigne la littérature et la création littéraire au Cégep du Vieux Montréal,.
En poésie, il fait paraître plusieurs titres soit Livie (L'Étendard, 1995), L’Inachevée (Teichtner, 2000), À travers nuits suivi de Hors les rêves (Éditions du Noroît, 2009), La dévoration, Montréal (Éditions du Noroît, 2013) ainsi que Parmi l'invisible (Éditions du Noroît, 2016),.
En plus de participer à plusieurs événements littéraires, il signe des textes dans plusieurs ouvrages collectifs. Il anime également des ateliers d'écriture au Centre de créativité du Gesù,,,.
Luc C. Courchesne est également artiste peintre. Il participe à plusieurs expositions et certaines de ses œuvres font l'objet de reproductions et d'acquisitions.
Il est membre de l'Union des écrivaines et des écrivains québécois.

## Œuvres

### Poésie
- Livie, Laval, L'Étendard, 1995, n.p. (ISBN 2-9802269-6-3)
- L'inachevée, Laval, Teichtner, 2000, 103 p. (ISBN 2-922243-05-2)
- À travers nuits, suivi de, Hors les rêves, Montréal, Éditions du Noroît, 2009, 81 p. (ISBN 978-2-89018-654-5)
- La dévoration, Montréal, Éditions du Noroît, 2013, 70 p. (ISBN 9782890188068)
- Parmi l'invisible, Montréal, Éditions du Noroît, 2016, 86 p. (ISBN 9782897660246)
- Contre-épreuve, Montréal, Éditions du Noroît, 2022, 88 p.,  (ISBN 9782897663926)

### Essai
- L'Étranger du seuil, Montréal, Éditions Mains libres, 2023, 114 p., (ISBN 9782925197379)